# Joachim Labrouche
Joseph-Joachim Labrouche est un homme politique français, né le 28 juillet 1769 à Hendaye (Pyrénées-Atlantiques) et mort le 21 mars 1853 à Saint-Jean-de-Luz (Pyrénées-Atlantiques).

## Éléments biographiques
Joachim Labrouche fut commissaire des guerres sous le Premier Empire et chevalier de la Légion d'honneur, le 25 janvier 1815. 
Le 13 mai 1815 il fut élu à la Chambre des Cent Jours par l'arrondissement de Bayonne, avec 24 voix sur 30 votants. 
Il était armateur et fut maire de Saint-Jean-de-Luz.